# Leienbach
Leienbach ist einer von 22 Ortsteilen der Stadt Bergneustadt im Oberbergischen Kreis im Regierungsbezirk Köln in Nordrhein-Westfalen, Deutschland.

## Lage und Beschreibung
Der Ort liegt im Nordwesten von Bergneustadt an der Kreisstraße K23. Durch den Ort fließt der in die Agger mündende Leienbach. Nachbarorte sind Hackenberg, Bergneustadt und Dümmlinghausen.

## Geschichte
Ab der Preußischen Uraufnahme von 1840 ist Leienbach auf topografischen Karten verzeichnet.

## Freizeit

### Wander- und Radwege
Der Wanderweg A2 Au (Sieg) nach Marienheide des Sauerländischen Gebirgsvereins durchquert Leienbach.